# خاداگی
خاداگی (به لاتین: Khadagi) یک منطقهٔ مسکونی در روسیه است که در شهرستان کایتاگسکی واقع شده‌است.